# Koripallon miesten SM-sarjakausi 1959
La Koripallon miesten SM-sarjakausi 1959 è stata la 19ª edizione del massimo campionato finlandese di pallacanestro maschile. La vittoria finale è stata ad appannaggio del Pantterit.

## Risultati

### Stagione regolare
|     | Squadra                  | G  | V  | N | P  | PF   | PS   | Pt. | Qualificazione |
| --- | ------------------------ | -- | -- | - | -- | ---- | ---- | --- | -------------- |
| 1.  | Pantterit                | 22 | 19 | 1 | 2  | 1700 | 1399 | 39  |                |
| 2.  | ToPo Helsinki            | 22 | 17 | 0 | 5  | 1496 | 1251 | 34  |                |
| 3.  | KTP-Basket               | 22 | 15 | 0 | 7  | 1560 | 1318 | 30  |                |
| 4.  | Namika Lahti             | 22 | 14 | 0 | 8  | 1629 | 1411 | 28  |                |
| 5.  | Tampereen Pyrintö        | 22 | 14 | 0 | 8  | 1492 | 1902 | 28  |                |
| 6.  | Helsingin Jyry           | 22 | 10 | 2 | 10 | 1548 | 1535 | 22  |                |
| 7.  | Helsingin Urheilijat -41 | 22 | 9  | 1 | 12 | 1340 | 1507 | 19  |                |
| 8.  | Helsingin Ilves          | 22 | 8  | 0 | 14 | 1407 | 1458 | 16  |                |
| 9.  | Sörnäisten NMKY          | 22 | 8  | 0 | 14 | 1418 | 1526 | 16  |                |
| 10. | Työväen Maila-Pojat      | 22 | 8  | 0 | 14 | 1356 | 1617 | 16  | retrocesse     |
| 11. | Hels. Kisa-Toverit       | 22 | 5  | 2 | 15 | 501  | 1565 | 12  | retrocesse     |
| 12. | Vaasan Salama            | 22 | 2  | 0 | 20 | 1214 | 1682 | 4   | retrocesse     |

| Koripallon miesten SM-sarjakausi 1959 |
| ------------------------------------- |
| Pantterit 13º titolo                  |

## Formazione vincitrice
| N° | Naz.                 | Ruolo | Sportivo       |  | Alt. |  |
| -- | -------------------- | ----- | -------------- |  | ---- |  |
|    | Finlandia (bandiera) |       | Esko Karhunen  |  |      |  |
|    | Finlandia (bandiera) | G     | Seppo Kuusela  |  |      |  |
|    | Finlandia (bandiera) |       | Raine Nuutinen |  | 190  |  |
|    | Finlandia (bandiera) |       | Risto Kala     |  | 187  |  |
|    | Finlandia (bandiera) |       | Asko Jokinen   |  | 181  |  |
|    | Finlandia (bandiera) |       | Juhani Kala    |  | 183  |  |